# Alexandre Taïrov
Alexandre Iakovlevitch Taïrov (en russe : Александр Яковлевич Таиров), né le 6 juillet 1885 à Romny (Ukraine), mort le 5 septembre 1950 à Moscou, est l'une des figures de proue et l'un des directeurs les plus durables du théâtre russe de la période soviétique.

## Biographie

### Jeunesse
Alexandre Iakovlevitch Korenblit naît dans une famille juive d'Ukraine le 6 juillet 1885[réf. nécessaire] à Romny, dans l'Empire russe. Son père, Iakov Korenblit, est le directeur de l'école primaire de Berditchev. À l'âge de 10 ans, Alexandre part pour Kiev, où il s'installe avec sa tante, une actrice à la retraite, qui l'introduit au monde du théâtre. Il prend part à des performances en amateur et choisit le nom de Taïrov comme pseudonyme.

### Expérience
En 1904, il s'inscrit à l'école de droit de l'université de Kiev. La même année, Taïrov se marie avec sa cousine, Olga. En 1905, Taïrov s'oppose aux pogroms de Juifs à Kiev, ce qui lui vaut d'être arrêté par la police tsariste et emprisonné. Arrêté une seconde fois, il prend la décision de quitter Kiev pour Saint-Pétersbourg.

### Débuts théâtraux
En 1906, invité par la fameuse actrice russe Vera Komissarjevskaïa, Taïrov rejoint son théâtre comme acteur sous la direction de Vsevolod Meyerhold. À la même époque, Taïrov poursuit également ses études à l'école de droit de l'université de Saint-Pétersbourg. Là, il se lie d'une durable amitié avec Anatoli Lounatcharski. Il collabore avec Vsevolod Meyerhold à la production d'une pièce de Paul Claudel. Ensemble, les deux directeurs créent des nouveaux modèles expérimentaux pour le théâtre en Russie. Taïrov estime que le travail de Meyerhold sur les acteurs est dicté par le seul concept de production et qu'il transforme les acteurs en marionnettes. Bientôt, il quitte la troupe pour prendre la direction de la compagnie de Pavel Gaïdebourov.

### Rīga
En 1912, Taïrov est invité à diriger une pièce en collaboration avec la Théâtre dramatique russe de Riga. Là, il est de nouveau attaqué par les antisémites locaux, et les autorités locales lui interdisent de demeurer et de travailler dans la ville de Riga. Le conflit met deux semaines à se résoudre. Taïrov l'emporte et reste, achevant son travail avec le Théâtre dramatique russe. À son retour à Saint-Pétersbourg, Taïrov se convertit au luthéranisme évangélique.

### Moscou
En 1913, Taïrov part pour Moscou. Il y rejoint une société d'avoués et peut entamer une carrière confortable. Au lieu de cela, il s'impose au théâtre, comme directeur, par son approche anti-réaliste.

### Théâtre de Chambre
Taïrov crée son  théâtre de Chambre (théâtre Kamerny) en 1914 à Moscou. Sa première mise en scène est un drame sanskrit, Shakuntala, de Kâlidâsa dans la traduction de Constantin Balmont dont la première représentation a lieu le 25 décembre 1914,.
Le Théâtre de Chambre Taïrovest bâti comme un « théâtre synthétique » visant l'élévation de l'esprit. Comme directeur, il expérimente la mise en scène, l'action, les mouvements individuels et de groupe, la conception des costumes et travaille chaque détail de l'exécution théâtrale afin de sortir du théâtre traditionnel. Il établit une discipline adaptée à son théâtre de Chambre, l'approche expérimentale de Taïrov touchant toutes les étapes de la création d'un spectacle. Il emploie la musique de Beethoven et de Chopin comme un moyen pour aider les acteurs à atteindre un état d'esprit spécial et à développer une union spirituelle avec les scènes.
Son Théâtre de Chambre devient le centre de la créativité expérimentale de nombre d'acteurs, artistes, écrivains et musiciens russes. Taïrov est le premier directeur de Russie à monter L'Opéra de quat'sous de Bertolt Brecht. Il monte les pièces de Valeri Brioussov, O'Neal, J.B. Pristley, Oscar Wilde et d'autres auteurs contemporains. Il collabore également avec des artistes comme Alexandra Exter, Gueorgi Iakoulov, Pavel Kouznetsov, Sergueï Soudeïkine, Michel Larionov, Nathalie Gontcharova et d'autres. Le studio de Taïrov devient très populaire parmi les acteurs aspirants, tels que Vera Karalli, Alisa Koonen, Evgueni Lebedev ou d'autres. Il travaille avec les compositeurs Sergueï Prokofiev, Alexandre Alexandrov, Gueorgui Sviridov et Dmitri Kabalevski.

### Après la Révolution
Après la Révolution russe de 1917, Taïrov poursuit son approche indépendante du théâtre. Ses premières productions sont Salomé d'Oscar Wilde Adrienne Lecouvreur, qui connaît un grand succès, avec plus de 800 représentations. Le théâtre de Chambre devient très populaire et voyage à travers l'Union soviétique. Les tours du théâtre de Chambre à travers l'Europe en 1923 et l'Amérique du Sud en 1930 sont acclamés par la critique comme « une victoire totale d'un célèbre innovateur russe et d'un génie de l'échafaudage ».

### Sous Staline
En 1929, Taïrov produit Bagrovy Ostrov (L'Île pourpre) de Boulgakov. À cette époque, Staline installe son pouvoir total sur la culture et dénonce le théâtre bourgeois, attaque qui vise Taïrov. Sa production suivante, la Tragédie optimiste, est critiquée par Molotov comme une calomnie de l'histoire russe. Taïrov tente de défendre son théâtre, considérant que les théâtres doivent dépendre des instituts de recherche. « Pavlov a un institut dans lequel des millions sont dépensés. Stanislavski doit avoir un institut également », dit Taïrov. Comme punition, le théâtre de Chambre est envoyé travailler en Sibérie.

### Comité antifasciste juif
En août 1941, Taïrov rejoint le Comité antifasciste juif à Moscou. Il s'agit d'un groupe de figures du monde intellectuel faisant campagne contre les Nazis pendant la Seconde Guerre mondiale. Le Comité est dirigé par Solomon Mikhoels. Parmi ses membres, on compte notamment Emil Guilels, David Oïstrakh, Samuel Marchak ou Ilya Ehrenbourg.
Les éléments les plus actifs du Comité étaient représentés par le groupe des écrivains yiddish, notamment Peretz Markish, Lev Kvitko, David Gofstein, Itsik Fefer ou David Bergelson. Le Comité antifasciste juif fournit plus de 45 million de roubles à l'Armée rouge. Après la fin de la Seconde Guerre mondiale, il est dénoncé par Staline, et plusieurs de ses membres sont exécutés par les services secrets soviétiques.

### L’après-guerre
En 1946, le Parti communiste soviétique se lance dans des attaques contre les intellectuels d'Union soviétique. Ainsi, les principales figures du monde culturel, qu'il s'agisse d'Anna Akhmatova, de Sergueï Prokofiev, d'Aram Khatchatourian, de Boris Pasternak ou de Mikhaïl Zochtchenko, subissent la censure et de sévères répressions. Le théâtre de Chambre de Taïrov est attaqué pour son peu de rapports avec la vie soviétique contemporaine. Taïrov tente d'élargir son répertoire et appelle l'écrivain Alexandre Galitch et le jeune metteur en scène Gueorgui Tovstonogov, mais il est trop tard. En mai 1949, le Comité des Arts soviétique délivre l'ordre officiel de fermer le théâtre. Le théâtre de Chambre de Taïrov est accusé d'« esthétisme et formalisme » ; il disparaît par la volonté du gouvernement soviétique. Taïrov reçoit une pension personnelle et bientôt doit se faire hospitaliser pour un cancer au cerveau. Il meurt le 5 septembre 1950 à Moscou, et ses restes sont déposés au cimetière de Novodevitchi, dans la capitale russe.

## Chronologie
- 1885 - Naissance d'Alexandre Yakovlevitch Korenblit, à Romny, Ukraine, Empire russe.
- 1895 - Installation à Kiev, assiste à des spectacles de théâtre
- 1904 - Mariage avec sa cousine, Olga.
- 1905 - Expérience du pogrom à Kiev.
- 1906 - Installation à Saint-Pétersbourg, il devient acteur à l'invitation de Vera Komissarjevskaïa.
- 1907 - Dirige les pièces à Saint-Pétersbourg en collaboration avec Vsevolod Meyerhold
- 1912 - Dirige une pièce à Riga, où il est arrêté par la police antisémite.
- 1913 - Taïrov exerce un emploi d'avoué à Moscou. Constantin Mardjanov invite Taïrov à le rejoindre dans la création d'un théâtre, mais l'association est brisée après seulement un an.
- 1914 - Taïrov ouvre le Théâtre Kamerny, ou Théâtre de Chambre, ainsi dénommé parce qu'il prétend développer un public choisi et sensible.
- 1918 - Meyerhold et Tairov collaborent sur la production de L'Échange en février, mais la production est un échec.
- 1921 - Développe une philosophie esthétique dans Notes d'un metteur en scène.
- 1923 - L'école de comédie de Taïrov, qui comprend des classes d'improvisation, d'escrime, de gymnastique, de jonglerie et d'histoire du théâtre, obtient des statuts officiels. La même année, tournée du théâtre Kamerny à Paris, Berlin, Francfort et Dresde.
- 1925 - Tournée du théâtre Kamerny en Allemagne et à Vienne.
- 1930 - Tournée du théâtre Kamerny en Allemagne, à Prague, à Vienne, en Italie, à Paris, Buenos Aires et Montevideo. Parmi les pièces jouées, on compte Salomé d'Oscar Wilde, L'Orage d'Alexandre Ostrovski, Désir sous les ormes d'Eugene O'Neill et Girofle-Girofla de Charles Lecocq.
- Années 1930 - Accusé de formalisme.
- 1933 - Produit une pièce dans l'esprit du réalisme soviétique, Tragédie optimiste.
- 1935 - Reçoit le titre d'Artiste du peuple.
- 1936 - Accusé de formalisme.
- 1937 - S'attache au théâtre réaliste d'Okhlopkov. Cette collaboration dure seulement un an.
- 1939 - Tournée de dix mois dans l'Est de la Russie comprenant la présentation de Madame Bovary et de La Punaise de Vladimir Maïakovski. Cette tournée pourrait avoir sauvé Taïrov de la purge.
- 1941 - Le théâtre Kamerny est évacué en Sibérie, où il joue deux ans.
- 1945 - Reçoit l'ordre de Lénine.
- 1949 - Le théâtre Kamerny ferme. Taïrov et son épouse, l'actrice Alisa Koonen, passent au théâtre Vakhtangov.
- 1950 - Taïrov meurt en septembre.
- 1974 - Alisa Koonen meurt.

## Philosophie esthétique
Taïrov développe ce qu'il appelle le « théâtre synthétique », qui incorpore ballet, opéra, cirque, music-hall et éléments dramatiques. Il croit que le théâtre est un art à part entière et non simplement un moyen de transmettre la littérature. Ses mises en scène ne sont pas asservis au texte. L'école de comédie montée par Taïrov devait former une compagnie de « maîtres acteurs excellant dans toutes les parties du théâtre synthétique. Les mises en scène de Taïrov emploient des décors constructivistes. L'un de ses principaux designers était Alexandra Exter, qui a conçu les décors et costumes de Famira Kifared, Salomé et Roméo et Juliette. Elle a également travaillé en 1924 pour le film Aelita, reine de Mars, de Yakov Protazanov, dans lequel elle a employé de la celluloïde et du métal pour les costumes de Martiens.

## Mises en scène
- Roméo et Juliette - 1921
  - Cet ensemble, conçu par Exter, utilise sept ponts de diverses tailles aussi bien que des échelles de corde pour dépeindre les obstacles à l'amour.
- Phèdre de Racine - 1922
  - C'est la première des productions de Taïrov dans laquelle l'émotion est le foyer primaire. Phèdre, jouée par Alice Koonen, entre drapée dans une lourde cape pourpre en velours. Cette image contraste avec son aspect dans une cape rouge pour la scène de la confession.
- Girofle-Girofla - 1922
  - Cette opérette comique tourne autour de la confusion au sujet de jumelles, l'une et l'autre jouées par Koonen. Le décor est composé d'échelles pliantes, de miroirs faisant des rotations, et de portes piégées.
- The Man Who Was Thursday - 1924
  - Taïrov monte cette pièce de Sigismund Krzyzanowski (1887-1950), tirée d'un roman fantastique de Gilbert Keith Chesterton, au théâtre Kamerny à Moscou. Par la suite, Chesterton a déploré, à plusieurs reprises, cette « mauvaise interprétation » des Russes, en particulier en 1936 dans son autobiographie.
- Désir sous les ormes - 1930
  - La mise en scène moscovite se conclut par un faux procès d'Abbie et Eben. Taïrov est un témoin de la défense, et les jurisconsultes et les psychiatres participent. Le procès s'achève à deux heures du matin par l'acquittement. O'Neill a vu la mise en scène lors de sa tournée à Paris et l'a aimée.

### Documents
- Alexander Taïrov, Le Théâtre libéré, L'Âge d'Homme, 1979. (Recueil d'écrits de Taïrov, dont Les Notes d'un metteur en scène, publiées en 1921.)

### Études
- Susan A. Compton, Alexandra Exter and the Dynamic Stage, Art in America 62.5, 1974.
- Oscar Gross Brockett, Studies in Theatre and Drama; Essays in Honor of Hubert C. Heffner, La Haye, Mouton, 1972.
- Herbert Marshall, The Pictorial History of the Russian Theatre, New York, Crown Publishers, 1977.
- James Roose-Evans, Experimental Theatre from Stanislavsky to Today, New York, Universe Books, 1970.
- Nick Worrall, Modernism to Realism on the Soviet Stage : Tairov-Vakhtangov-Okhlopkov. New York, Cambridge University Press, 1989.